# Cattleya wallisii
Cattleya wallisii é uma espécie de orquídea do género Cattleya.
É uma espécie da região amazonica, habitando campinas e campinaranas, com uma diversidade genética muito grande em relação às cores e formas da flor. Existem variedades muito raras como a C. wallisii var punctata, C. wallisii var amoena e C. wallisii var coerulea.